# 曼頓 (加利福尼亞州)
曼頓（英語：Manton）是位於美國加利福尼亞州蒂黑馬縣的一個人口普查指定地區。

## 地理
曼頓的座標為40°25′08″N 122°51′49″W / 40.41889°N 122.86361°W，而該地最高點為海拔高度612米（即2008英尺）。

## 人口
根據2010年美國人口普查的數據，曼頓的面積為45.901平方千米，當中陸地面積為45.834平方千米，而水域面積為0.067平方千米。當地共有人口347人，而人口密度為每平方千米7人。